# 鲁内·扬松
鲁内·扬松（瑞典語：Rune Jansson，1932年5月29日—2018年11月24日），瑞典男子摔跤运动员。他曾代表瑞典参加1956年和1960年夏季奥林匹克运动会摔跤比赛，其中1956年奥运会获得一枚铜牌。